# Нихон шоки
Нихон Шоки (日本書紀), такође познат и под називом Хронике Јапана, је друга најстарија књига о историји Јапана. Настаје 720. године под наредбом цара Геншоа, дворском учењаку Тонери Шиноу да направи запис о Јапану. Ово дело се, као и Коџики, бави периодом од времена богова, али све до царице Џито. Такође, више има хронологије и историјских података, по узору на кинеску историјску хронику, па је видљива и нека књижевно-историјска структура (наравно сродна кинеској). У овом делу је акценат више на историјској истинитости него на литерализацији, што га чини књижевно ниже вредности али историјски више. 
У селекцији дела намерно се показују све познате варијанте, не само оне које имају улогу у политичком животу. То је доказ да се приређивач служио разним изворима, истраживао све друге записе којих је било доста, судећи по кинеским изворима. Записи новијег датума су историјски веома веродостојни.
Прозни текст је писан кинеским језиком, мада има и песама за које се користила кинеска транскрипција. Нихон Шоки се састоји од укупно тридесет свитака, тј. томова, скоро свих исписаних кинеским језиком. Главни циљ Коџикија је оправдање божанског порекла цара; док је циљ Нихон Шокија подршка ауторитета Јапана у односу на суседе, стварање слике Јапана као јаке, суверене, цивилизоване и културне земље која не заостаје. 